# The Moonstone of Fez
The Moonstone of Fez è un cortometraggio muto del 1914 diretto da Maurice Costello, Robert Gaillard

## Produzione
Il film fu prodotto dalla Vitagraph Company of America.

## Distribuzione
Distribuito dalla General Film Company, il film - un cortometraggio in due bobine - uscì nelle sale cinematografiche statunitensi il 7 luglio 1914.